# Maarten Stekelenburg
Maarten Stekelenburg (Haarlem, 22 de septiembre de 1982) es un exfutbolista neerlandés que jugaba de guardameta.

## Biografía
Tras iniciarse en clubes como el Zandvoort'75 y el Schoten, en 1997 llegó al Ajax de Ámsterdam para integrarse a las series menores. En 2002 asciende al primer equipo, y debuta el 24 de febrero de 2002 en un partido ante el NAC Breda. Desde la campaña 2002-03 se convirtió en parte del plantel, aunque en su primera temporada jugó nueve partidos. En el club de Ámsterdam ganó dos ligas, tres copas y cuatro supercopas, y para esos años ya era un considerado para integrar las convocatorias de la selección neerlandesa.
En 2011, tras ganar el título de liga, fue traspasado a la A. S. Roma italiana, en un monto que llegó a los 6 millones de euros. Su debut se produce el 11 de septiembre de 2011 en un duelo frente al Cagliari Calcio.
El 5 de junio de 2013 se completó su traspaso al Fulham F. C. para las próximas cuatro temporadas. El 9 de agosto de 2014, el AS Monaco hizo oficial el fichaje del arquero para el equipo.
El 1 de julio de 2016 el Everton F. C. hizo oficial su fichaje para las siguientes 3 temporadas.
En junio de 2020 se hizo oficial su regreso al Ajax de Ámsterdam tras finalizar la temporada 2019-20. En este equipo, con el que ganó más de diez títulos y disputó más de 300 partidos, puso fin a su carrera en mayo de 2023.

## Selección nacional

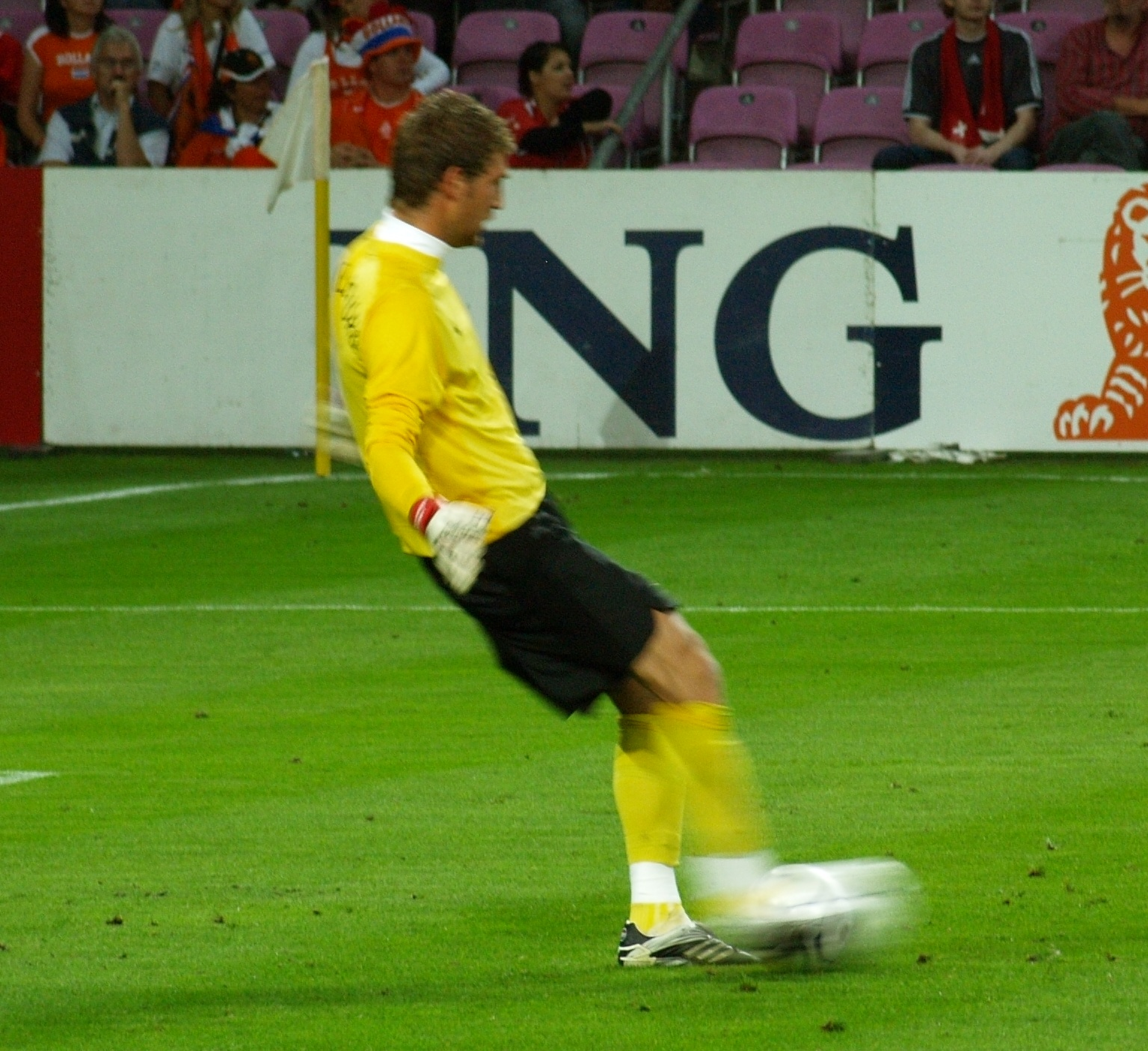
Stekelenburg con la selección neerlandesa.

Hizo su debut internacional con la selección de fútbol de los Países Bajos el 3 de septiembre de 2004, ante Liechtenstein. El partido finalizó con un triunfo neerlandés por 3:0. Ha representado a la selección neerlandesa en 58 ocasiones, y llegó a jugar el partido de su selección en la Eurocopa 2008 ante Rumania. En la Copa Mundial de Fútbol de 2010 disputó todos los encuentros de su selección hasta llegar a la final, que perdió ante España.
En agosto de 2021, tras disputar la Eurocopa 2020 como titular, se retiró de la selección neerlandesa.

### Participaciones en Copas del Mundo
| Mundial                  | Sede      | Resultado        | Partidos | Goles recibidos |
| ------------------------ | --------- | ---------------- | -------- | --------------- |
| Copa Mundial Sub-20 2001 | Argentina | Cuartos de final | 1        | 0               |
| Copa Mundial 2006        | Alemania  | Octavos de final | 0        | 0               |
| Copa Mundial 2010        | Sudáfrica | Subcampeón       | 7        | 6               |

### Participaciones en Eurocopas
| Eurocopa      | Sede              | Resultado        | Partidos | Goles recibidos |
| ------------- | ----------------- | ---------------- | -------- | --------------- |
| Eurocopa 2008 | Austria · Suiza   | Cuartos de final | 1        | 0               |
| Eurocopa 2012 | Ucrania · Polonia | Fase de grupos   | 3        | 5               |
| Eurocopa 2020 | Europa            | Octavos de final | 4        | 4               |

## Estadísticas

### Clubes
| Club | Div.            | Temporada       | Liga  | Liga  | Copas nacionales(1) | Copas nacionales(1) | Copa de la Liga(2) | Copa de la Liga(2) | Torneos internacionales(3) | Torneos internacionales(3) | Otros(4) | Otros(4) | Total | Total |
| Club | Div.            | Temporada       | Part. | Goles | Part.               | Goles               | Part.              | Goles              | Part.                      | Goles                      | Part.    | Goles    | Part. | Goles |
| --- | --------------- | --------------- | ----- | ----- | ------------------- | ------------------- | ------------------ | ------------------ | -------------------------- | -------------------------- | -------- | -------- | ----- | ----- |
| A. F. C. Ajax · Países Bajos | 1.ª             | 2002-03         | 9     | 0     | 0                   | 0                   | —                  | —                  | 3                          | 0                          | 1        | 0        | 13    | 0     |
| A. F. C. Ajax · Países Bajos | 1.ª             | 2003-04         | 10    | 0     | 0                   | 0                   | —                  | —                  | 1                          | 0                          | 0        | 0        | 11    | 0     |
| A. F. C. Ajax · Países Bajos | 1.ª             | 2004-05         | 11    | 0     | 1                   | 0                   | —                  | —                  | 4                          | 0                          | 1        | 0        | 17    | 0     |
| A. F. C. Ajax · Países Bajos | 1.ª             | 2005-06         | 27    | 0     | 4                   | 0                   | —                  | —                  | 6                          | 0                          | 4        | 0        | 41    | 0     |
| A. F. C. Ajax · Países Bajos | 1.ª             | 2006-07         | 32    | 0     | 4                   | 0                   | —                  | —                  | 9                          | 0                          | 5        | 0        | 50    | 0     |
| A. F. C. Ajax · Países Bajos | 1.ª             | 2007-08         | 31    | 0     | 1                   | 0                   | —                  | —                  | 4                          | 0                          | 5        | 0        | 41    | 0     |
| A. F. C. Ajax · Países Bajos | 1.ª             | 2008-09         | 12    | 0     | 1                   | 0                   | —                  | —                  | 2                          | 0                          | 0        | 0        | 15    | 0     |
| A. F. C. Ajax · Países Bajos | 1.ª             | 2009-10         | 33    | 0     | 7                   | 0                   | —                  | —                  | 10                         | 0                          | 0        | 0        | 50    | 0     |
| A. F. C. Ajax · Países Bajos | 1.ª             | 2010-11         | 26    | 0     | 4                   | 0                   | —                  | —                  | 13                         | 0                          | 1        | 0        | 44    | 0     |
| A. F. C. Ajax · Países Bajos | Total 1.ª etapa | Total 1.ª etapa | 191   | 0     | 22                  | 0                   | —                  | —                  | 52                         | 0                          | 17       | 0        | 282   | 0     |
| A. S. Roma · Italia | 1.ª             | 2011-12         | 29    | 0     | 2                   | 0                   | —                  | —                  | 2                          | 0                          | —        | —        | 33    | 0     |
| A. S. Roma · Italia | 1.ª             | 2012-13         | 19    | 0     | 3                   | 0                   | —                  | —                  | 0                          | 0                          | —        | —        | 22    | 0     |
| A. S. Roma · Italia | Total club      | Total club      | 48    | 0     | 5                   | 0                   | —                  | —                  | 2                          | 0                          | —        | —        | 55    | 0     |
| Fulham F. C. Inglaterra | 1.ª             | 2013-14         | 19    | 0     | 1                   | 0                   | 1                  | 0                  | —                          | —                          | —        | —        | 21    | 0     |
| A. S. Monaco F. C. Francia | 1.ª             | 2014-15         | 1     | 0     | 4                   | 0                   | 3                  | 0                  | 0                          | 0                          | —        | —        | 8     | 0     |
| Southampton F. C. Inglaterra | 1.ª             | 2015-16         | 17    | 0     | 1                   | 0                   | 3                  | 0                  | 4                          | 0                          | —        | —        | 25    | 0     |
| Everton F. C. Inglaterra | 1.ª             | 2016-17         | 19    | 0     | 0                   | 0                   | 2                  | 0                  | —                          | —                          | —        | —        | 21    | 0     |
| Everton F. C. Inglaterra | 1.ª             | 2017-18         | 0     | 0     | 0                   | 0                   | 1                  | 0                  | 2                          | 0                          | —        | —        | 3     | 0     |
| Everton F. C. Inglaterra | 1.ª             | 2018-19         | 0     | 0     | 0                   | 0                   | 2                  | 0                  | —                          | —                          | —        | —        | 2     | 0     |
| Everton F. C. Inglaterra | 1.ª             | 2019-20         | 0     | 0     | 0                   | 0                   | 0                  | 0                  | —                          | —                          | –        | –        | 0     | 0     |
| Everton F. C. Inglaterra | Total club      | Total club      | 19    | 0     | 0                   | 0                   | 5                  | 0                  | 2                          | 0                          | —        | —        | 26    | 0     |
| A. F. C. Ajax · Países Bajos | 1.ª             | 2020-21         | 12    | 0     | 4                   | 0                   | —                  | —                  | 5                          | 0                          | —        | —        | 21    | 0     |
| A. F. C. Ajax · Países Bajos | 1.ª             | 2021-22         | 7     | 0     | 1                   | 0                   | —                  | —                  | 0                          | 0                          | 0        | 0        | 8     | 0     |
| A. F. C. Ajax · Países Bajos | Total 2.ª etapa | Total 2.ª etapa | 19    | 0     | 5                   | 0                   | —                  | —                  | 5                          | 0                          | 0        | 0        | 29    | 0     |
| A. F. C. Ajax · Países Bajos | Total club      | Total club      | 210   | 0     | 27                  | 0                   | —                  | —                  | 57                         | 0                          | 17       | 0        | 311   | 0     |
| Total carrera | Total carrera   | Total carrera   | 314   | 0     | 38                  | 0                   | 12                 | 0                  | 65                         | 0                          | 17       | 0        | 446   | 0     |
| (1) Incluye datos de la Copa de los Países Bajos (2004-22), Copa Italia (2011-13), FA Cup (2013-20) y Copa de Francia (2014-15). (2) Incluye datos de la Copa de la Liga de Inglaterra (2013-19) y Copa de la Liga de Francia (2014-15). (3) Incluye datos de la Liga de Campeones de la UEFA (2002-22), Copa de la UEFA (2004-09) y Liga Europa de la UEFA (2009-21). (4) Incluye datos de la Supercopa de los Países Bajos (2002-11). |                 |                 |       |       |                     |                     |                    |                    |                            |                            |          |          |       |       |

## Palmarés

### Campeonatos nacionales
| Título                        | Club              | País         | Año  |
| ----------------------------- | ----------------- | ------------ | ---- |
| Copa de los Países Bajos      | Ajax de Ámsterdam | Países Bajos | 2002 |
| Supercopa de los Países Bajos | Ajax de Ámsterdam | Países Bajos | 2002 |
| Eredivisie                    | Ajax de Ámsterdam | Países Bajos | 2002 |
| Eredivisie                    | Ajax de Ámsterdam | Países Bajos | 2004 |
| Supercopa de los Países Bajos | Ajax de Ámsterdam | Países Bajos | 2005 |
| Copa de los Países Bajos      | Ajax de Ámsterdam | Países Bajos | 2006 |
| Supercopa de los Países Bajos | Ajax de Ámsterdam | Países Bajos | 2006 |
| Copa de los Países Bajos      | Ajax de Ámsterdam | Países Bajos | 2007 |
| Supercopa de los Países Bajos | Ajax de Ámsterdam | Países Bajos | 2007 |
| Copa de los Países Bajos      | Ajax de Ámsterdam | Países Bajos | 2010 |
| Eredivisie                    | Ajax de Ámsterdam | Países Bajos | 2011 |
| Copa de los Países Bajos      | Ajax de Ámsterdam | Países Bajos | 2021 |
| Eredivisie                    | Ajax de Ámsterdam | Países Bajos | 2021 |
| Eredivisie                    | Ajax de Ámsterdam | Países Bajos | 2022 |